# Buda Kassapa
Este artículo trata sobre el Buda Kassapa. Para el sabio hindú, véase Kashyapa. Para el discípulo del Buda Shakyamuni, véase Mahākāśyapa
En la tradición Budista, Kassapa (Pāli) es el nombre de un Buda, el tercero de los cinco Budas del kalpa en curso (el Bhaddakappa o 'eon de la fortuna'), y el sexto de seis Budas antes de Buda Gautama mencionado en las tempranas partes del Canon Pali. En los textos budistas en sánscrito este Buda es conocido como Kāśyapa.
De acuerdo con la tradición budista Theravada, Kassapa es el Buddha número 27 de 29 otros budhas, el sexto de los siete buddhas primordiales, y el tercero de los cinco buddhas del presente kalpa.
El kalpa actual es llamado bhadrakalpa ("era auspiciosa"). Los cinco buddhas del kalpa actual son:
1. Kakusandha
2. Konagamana
3. Kassapa
4. Gautama
5. Maitreya

## Vida
Kassapa nació en India. Sus padres eran los Brahmanes Brahmadatta y Dhanavatī, del Kassapagotta.
De acuerdo a la leyenda, su cuerpo tenía veinte codos de alto y vivió durante dos mil años en tres palacios diferentes. Ellos son Hamsa, Yasa y Sirinanda. Su esposa fue Sunandā, quien le dio un hijo llamado Vijitasena.
Kassapa renunció a su vida mundana. Practicó austeridades por solo siete días. Justo antes de alcanzar la iluminación aceptó una comida de Kiribath de su esposa y pasto como su asiento de un yavapālaka llamado Soma. Su bodhi (el árbol bajo el cual alcanzó la iluminación) era un banyan, y el predicó su primer sermón en Isipatana a una reunión de monjes budistas que renunciaron al mundo en su compañía.
Kassapa realizó el milagro gemelo al pie de un árbol Asana fuera de Sundar Nagar, India. Mantuvo solo una reunión de sus discípulos; entre sus más famosas conversaciones esta la de Nāradeva, un Yaksha. Sus discípulos principales entre los monjes eran Tissa y Bhāradvāja, y entre las monjas eran Anulā y Uruvelā, su constante servidor era Sabbamitta. Entre sus patronos los más eminente eran Sumangala y Ghattīkāra, Vijitasenā, y Bhaddā.
Kassapa murió a la edad de cuarenta mil años, en la ciudad de Kashi, en el Reino Kasi (ahora conocido como Varanasi, en el estado indio de Uttar Pradesh). Sobre sus reliquias fue levantada una estupa de una Legua de altura, cada ladrillo del cual fue valuado en un crore (diez millones) de rupias.

## La estupa del Buda Kassapa
Había inicialmente una gran diferencia de opiniones sobre cuál debía ser el tamaño de la estupa y de qué material debía construirse. La construcción comenzó luego de que estos inconvenientes fueron resueltos. Pero entonces los ciudadanos encontraron que faltaban los fondos suficientes para completar la estupa. Un devoto anāgāmī llamado Sorata viajó a través de Jambudipa, pidiendo dinero a la gente para finalizar la estupa. Él envió el dinero como lo recibió y tras escuchar que el trabajo estaba completo volvió para adorar la estupa. En el camino fue alcanzado por ladrones y lo asesinaron en el bosque el cual más tarde vino a ser conocido como el Andhavana.
Upavāna, en una vida previa, se estableció como la divinidad guardiana de la estupa, de aquí su gran majestad en su última vida.
Entre las treinta y siete diosas notadas por Guttila cuando visitó el cielo había una que había ofrecido cinco perfumes en la estupa (J.ii.256). Alāta ofreció flores āneja y obtuvo una feliz reencarnación (J.vi.227).
La razón de la complexión dorada de Mahā-Kaccāna fue su regalo de un ladrillo dorado para la construcción del altar de Kassapa (AA.i.116).
En la misma estupa, Anuruddha, quien vivía en Benares, ofreció manteca y melazas en cuencos de pasto, los cuales fueron situados sin ningún intervalo alrededor de la estupa (AA.i.105).

## Otros budas del kalpa actual
Los otros cuatro Budas del actual kalpa son:
- Buda Kakusandha
- Buda Koṇāgamana
- Buda Gautama
- Buda Maitreya